# Anatis lecontei
Anatis lecontei – gatunek chrząszcza z rodziny biedronkowatych.

## Taksonomia
Gatunek ten opisany został po raz pierwszy w 1899 roku przez Thomasa Lincolna Caseya. Jako miejsce typowe wskazano Fort Wingate w Nowym Meksyku. Epitet gatunkowy nadano na cześć Johna Lawrence’a LeConte.

## Morfologia
Chrząszcz o owalnym, wydłużonym, wypukłym ciele długości od 7,75 do 10,5 mm i szerokości od 6,5 do 9 mm. Przedplecze jest czarne z dwoma białawymi przepaskami równoległymi do boków oraz często parą białawych plam przynasadowych; krawędzie boczne przedplecza zawsze pozostają czarne. Pokrywy mają barwę od żółtej po brązowoczerwoną i są czarno obwiedzone wzdłuż bocznych krawędzi, pozbawione czarnych plam. Boczne brzegi pokryw są silnie rozpłaszczone i przed środkiem długości kątowo załamane. Przedpiersie jest pośrodku silnie wypukłe. Odnóża środkowej i tylnej pary mają po dwie ostrogi na goleni. Pazurki stóp mają duże zęby u nasady.

## Ekologia i występowanie
Owady te zasiedlają lasy i zadrzewienia. Bytują na drzewach (arborikole). Polują na mszyce (afidofagi). Owady dorosłe aktywne są zwykle od kwietnia do września.
Gatunek nearktyczny, rozprzestrzeniony od południowej Kolumbii Brytyjskiej i południowej Alberty przez Idaho, Montanę, Wyoming, Nevadę, Utah i Kolorado po Kalifornię, Arizonę i Nowy Meksyk.